# هاوکر هوپو
هاوکر هوپو (به انگلیسی: Hawker Hoopoe) یک هواپیمای ساختِ کارخانهٔ هاوکر ایرکرفت در کشور بریتانیا است. این هواپیما برای نخستین بار در ۱۹۲۸ میلادی مورد استفاده قرار گرفت.